# Puntius
El género Puntius son peces ciprínidos de agua dulce incluidos en el orden Cypriniformes, distribuidos por ríos del sudeste de Asia y por la India.
Son peces similares a los barbos y carpas pero de tamaño mediano a muy pequeño, alrededor de los 15 cm o menos, con llamativos dibujos y colores, que hace a muchas de estas especies apetecibles para su uso en acuariología.
Su alimentación es omnívora, incluyendo tanto plantas como pequeños invertebrados. Abandonan la puesta en la vegetación densa, donde los juveniles deben esconderse de sus adultos pues sos dados al canibalismo.

## Especies
Existen 136 especies agrupadas en este género:
| - Puntius amarus - Puntius ambassis - Puntius amphibius - Puntius anchisporus - Puntius aphya - Puntius arenatus - Puntius arulius - Puntius asoka - Puntius assimilis - Puntius ater - Puntius aurotaeniatus - Puntius bandula - Puntius banksi - Puntius bantolanensis - Puntius baoulan - Puntius bimaculatus - Puntius binotatus - Puntius bramoides - Puntius brevis - Puntius bunau - Puntius burmanicus - Puntius cataractae - Puntius cauverniensis - Puntius chalakkudiensis - Puntius chelynoides - Puntius chola - Puntius clemensi - Puntius compressiformis - Puntius conchonius - Puntius coorgensis - Puntius crescentus - Puntius cumingii - Puntius deccanensis - Puntius denisonii - Puntius didi | - Puntius disa - Puntius dorsalis - Puntius dorsimaculatus - Puntius dunckeri - Puntius endecanalis - Puntius erythromycter - Puntius everetti - Puntius exclamatio - Puntius fasciatus - Puntius filamentosus - Puntius flavifuscus - Puntius foerschi - Puntius fraseri - Puntius gelius - Puntius gemellus - Puntius guganio - Puntius hemictenus - Puntius herrei - Puntius hexazona - Puntius jacobusboehlkei - Puntius jayarami - Puntius johorensis - Puntius kamalika - Puntius kannikattiensis - Puntius katolo - Puntius kelumi - Puntius khugae - Puntius kuchingensis - Puntius lanaoensis - Puntius lateristriga - Puntius leiacanthus - Puntius lindog - Puntius lineatus - Puntius macrogramma | - Puntius mahecola - Puntius manalak - Puntius manguaoensis - Puntius manipurensis - Puntius martenstyni - Puntius masyai - Puntius meingangbii - Puntius melanampyx - Puntius microps - Puntius montanoi - Puntius morehensis - Puntius mudumalaiensis - Puntius muvattupuzhaensis - Puntius nangalensis - Puntius nankyweensis - Puntius narayani - Puntius nigrofasciatus - Puntius okae - Puntius oligolepis - Puntius ophicephalus - Puntius ornatus - Puntius orphoides - Puntius pachycheilus - Puntius padamya - Puntius parrah - Puntius partipentazona - Puntius paucimaculatus - Puntius pentazona - Puntius phutunio - Puntius pleurotaenia - Puntius poodokensis - Puntius pugio - Puntius punctatus - Puntius punjabensis | - Puntius puntio - Puntius reval - Puntius rhombeus - Puntius rhomboocellatus - Puntius rohani - Puntius sachsii - Puntius sahyadriensis - Puntius sarana - Puntius schanicus - Puntius sealei - Puntius semifasciolatus - Puntius setnai - Puntius shalynius - Puntius sharmai - Puntius singhala - Puntius sirang - Puntius sophore - Puntius sophoroides - Puntius spilopterus - Puntius srilankensis - Puntius stoliczkanus - Puntius takhoaensis - Puntius tambraparniei - Puntius terio - Puntius tetraspilus - Puntius tetrazona - Puntius thelys - Puntius thomassi - Puntius tiantian - Puntius ticto - Puntius titteya - Puntius tras - Puntius trifasciatus - Puntius tumba - Puntius vittatus - Puntius waageni - Puntius yuensis |

## Imágenes

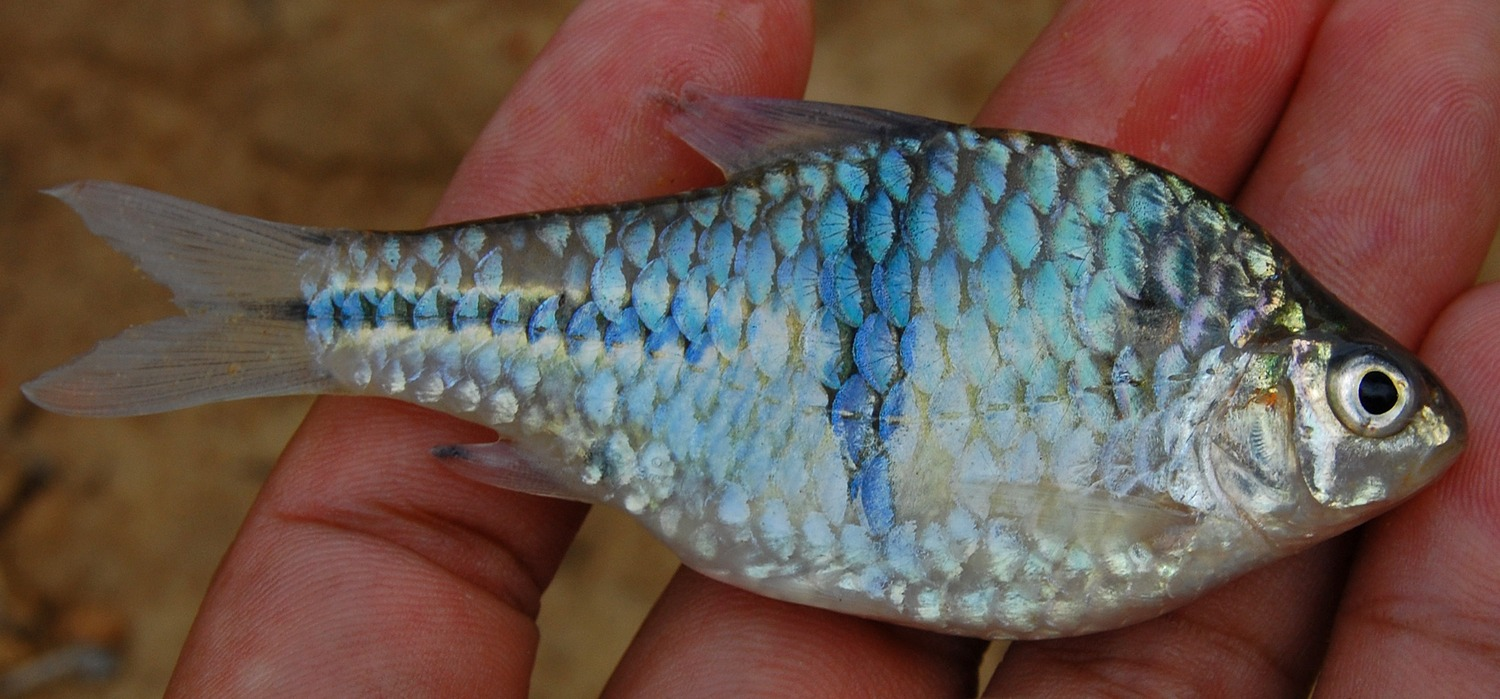
P. lateristriga
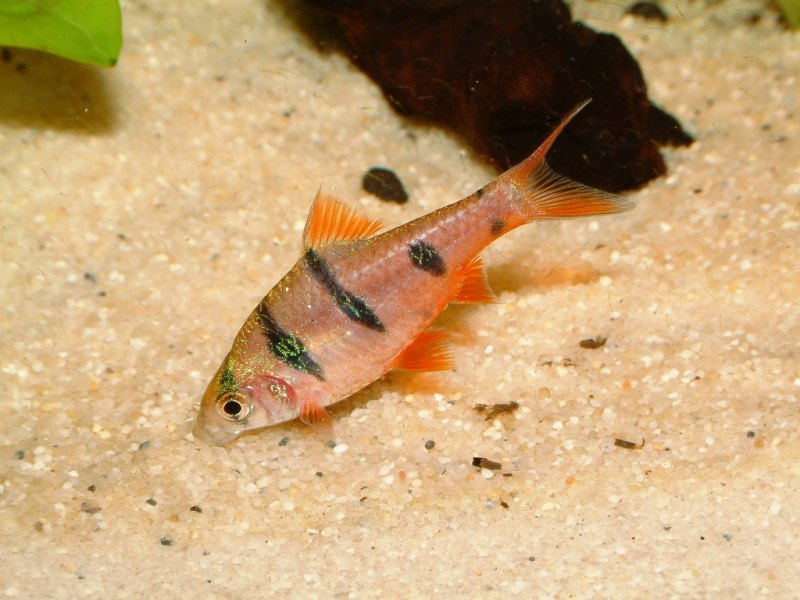
P. pentazona
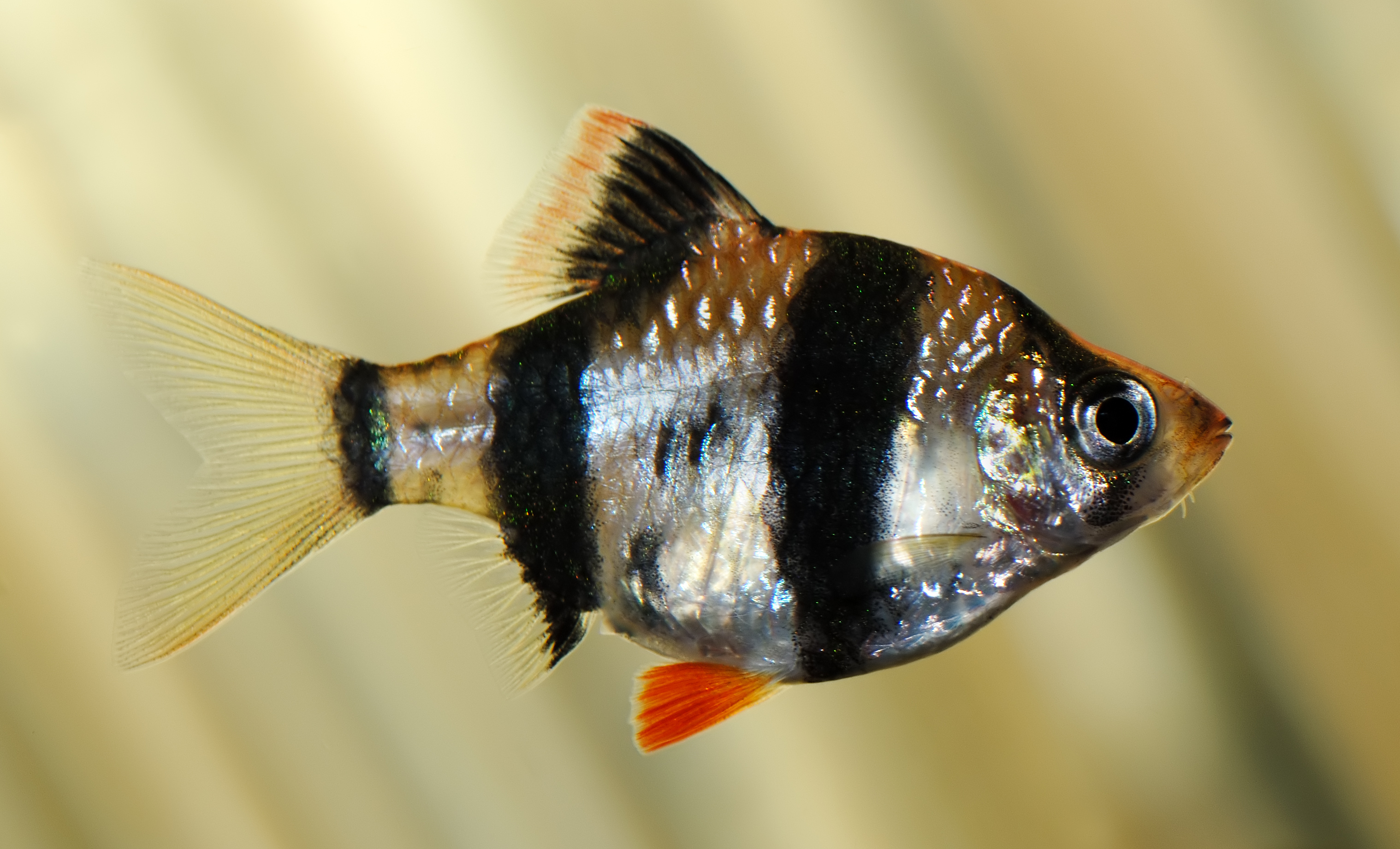
P. tetrazona
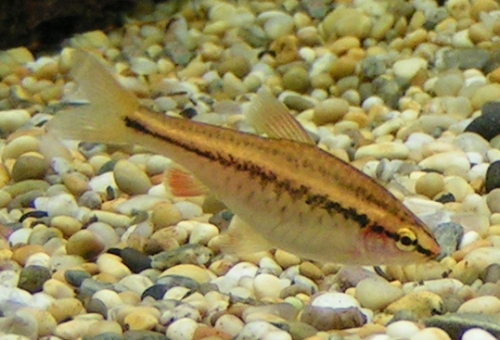
P. titteya